# M@STERPIECE
「M@STERPIECE」（マスターピース）は、765PRO ALLSTARSの楽曲。2014年1月29日にシングルとして日本コロムビアから発売された。

## 概要
765PRO ALLSTARS名義としては、前作『CHANGE!!!!』から約2年5ヶ月ぶりのシングルとなる。本曲は、劇場版『THE IDOLM@STER MOVIE 輝きの向こう側へ！』の主題歌として起用されている。初回限定盤には、劇場用として5.1chでミックスされた主題歌「M@STERPIECE」他、全5曲収録したBlu-ray Disc Audioが付属している。
2014年10月、ニュータイプアニメアワード2014主題歌賞を受賞した。
2019年3月1日には、ソニー・ミュージックエンタテインメントのアニメソング人気投票キャンペーン「平成アニソン大賞」において映画主題歌賞（2010年 - 2019年）に選出された。

## 収録曲
このCDが初収録の曲は太字で表記する。

### CD
1. M@STERPIECE
歌：765PRO ALLSTARS[メンバー 1]
作詞：yura 作曲：神前暁 編曲：神前暁、高田龍一
2. 君が選ぶ道
歌：音無小鳥（滝田樹里）
作詞・作曲：Maiko Fujita[2] 編曲：川田瑠夏
3. M@STERPIECE（MOVIE VERSION）
歌：天海春香（中村繪里子）、星井美希（長谷川明子）、如月千早（今井麻美）、高槻やよい（仁後真耶子）、菊地真（平田宏美）、水瀬伊織（釘宮理恵）、双海亜美 / 真美（下田麻美）、三浦あずさ（たかはし智秋）、萩原雪歩（浅倉杏美）、我那覇響（沼倉愛美）、四条貴音（原由実）
4. M@STERPIECE (オリジナルカラオケ)
5. 君が選ぶ道 (オリジナルカラオケ)

### Blu-ray Disc Audio
初回限定版特典。
1. THE IDOLM@STER（MOVIE VERSION）
歌：765PRO ALLSTARS[メンバー 1]
作詞：中村恵、作曲・編曲：NBGI（佐々木宏人）
2. 眠り姫
歌：如月千早（今井麻美）
作詞：森由里子、作曲・編曲：NBGI（椎名豪）
3. shiny smile (M@STER VERSION)
歌：天海春香（中村繪里子）、我那覇響（沼倉愛美）
作詞：朝日祭、作曲・編曲：NBGI（Yoshi）
4. MUSIC♪（M@STER VERSION）
歌：天海春香（中村繪里子）、如月千早（今井麻美）、三浦あずさ（たかはし智秋）
作詞：yura、作曲・編曲：NBGI（渡辺量）
5. M@STERPIECE（MOVIE VERSION）
歌：天海春香（中村繪里子）、星井美希（長谷川明子）、如月千早（今井麻美）、高槻やよい（仁後真耶子）、菊地真（平田宏美）、水瀬伊織（釘宮理恵）、双海亜美 / 真美（下田麻美）、三浦あずさ（たかはし智秋）、萩原雪歩（浅倉杏美）、我那覇響（沼倉愛美）、四条貴音（原由実）

## カバー
- 島村卯月 （大橋彩香） - コミックマーケット87限定販売CD「THE IDOLM@STER ORIGINAL CD SET - 1111 BRIGHTS and MAGICS -」に収録。
- ラブライブ![メンバー 2] - 2023年12月10日に『異次元フェス アイドルマスター★♥ラブライブ!歌合戦』にて歌唱。終盤からはアイドルマスター側の出演者も歌唱に合流し、出演者全員での歌唱となっている。

### ユニットメンバー
1. 1 2 3 4  天海春香（中村繪里子）、星井美希（長谷川明子）、如月千早（今井麻美）、高槻やよい（仁後真耶子）、萩原雪歩（浅倉杏美）、菊地真（平田宏美）、双海亜美 / 真美（下田麻美）、水瀬伊織（釘宮理恵）、三浦あずさ（たかはし智秋）、四条貴音（原由実）、我那覇響（沼倉愛美）、秋月律子（若林直美）
2. ↑  伊波杏樹(高海千歌役)、逢田梨香子(桜内梨子役)、諏訪ななか(松浦果南役)、小宮有紗(黒澤ダイヤ役)、斉藤朱夏(渡辺曜役)、小林愛香(津島善子役)、高槻かなこ(国木田花丸役)、鈴木愛奈(小原鞠莉役)、降幡愛(黒澤ルビィ役)、大西亜玖璃(上原歩夢役)、相良茉優(中須かすみ役)、前田佳織里(桜坂しずく役)、久保田未夢(朝香果林役)、村上奈津実(宮下愛役)、鬼頭明里(近江彼方役)、林鼓子(優木せつ菜役)、指出毬亜(エマ・ヴェルデ役)、田中ちえ美(天王寺璃奈役)、小泉萌香(三船栞子役)、内田秀(ミア・テイラー役)、法元明菜(鐘嵐珠役)、伊達さゆり(澁谷かのん役)、Liyuu(唐可可役)、岬なこ(嵐千砂都役)、ペイトン尚未(平安名すみれ役)、青山なぎさ(葉月恋役)、鈴原希実(桜小路きな子役)、薮島朱音(米女メイ役)、大熊和奏(若菜四季役)、絵森彩(鬼塚夏美役)、結那(ウィーン・マルガレーテ役)、坂倉花(鬼塚冬毬役)、楡井希実(日野下花帆役)、野中ここな(村野さやか役)、花宮初奈(乙宗梢役)、佐々木琴子(夕霧綴理役)、菅叶和(大沢瑠璃乃役)、月音こな(藤島慈役)